# Bernauer Schleife
Die Bernauer Schleife war eine von 1952 bis 1973 genutzte Autobahn-Rennstrecke auf dem Gelände des heutigen Autobahndreieck Barnim. Dieses liegt etwa fünf Kilometer südlich von Bernau, nördlich von Berlin. Auf dem damals als Stettiner Dreieck benannten Autobahnabzweig fanden Rennen zu den DDR-Meisterschaften für Motorräder, Gespanne und Automobile statt.

## Geschichte

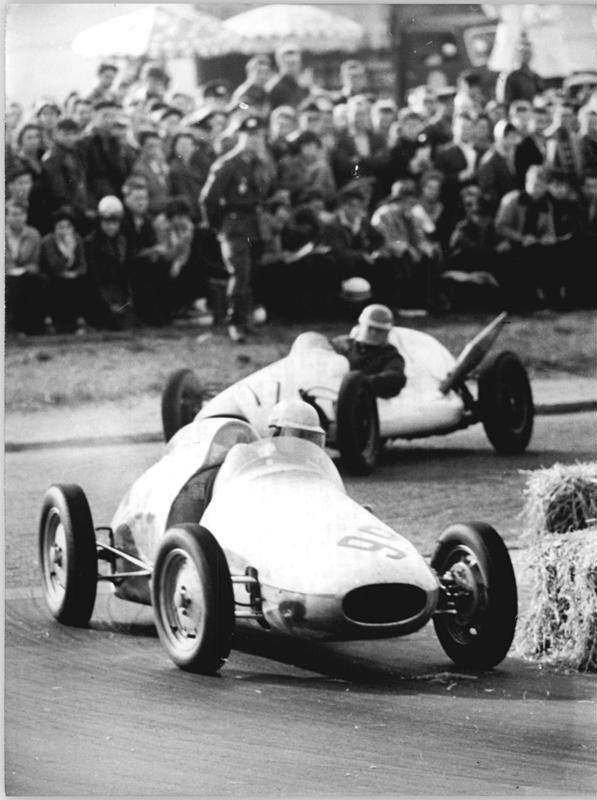
Formel Junior-Rennen auf der Bernauer Schleife

Die Bernauer Schleife war von 1935 bis 1973 Bestandteil des Abzweig Penkun (später auch als Autobahndreieck Schwanebeck bezeichnet) am Abzweig der Autobahn Berlin-Stettin, später Berlin-Penkun, heutigen A 11 vom Berliner Ring. Ein Befahren der Strecke als Rundkurs ist seit 1973 nicht mehr möglich. Die Streckenlänge betrug ursprünglich 5,851 km.
Die vierte Veranstaltung 1954 wurde von einem schweren Unfall überschattet. Rennleiter August Schütte und die beiden Offiziellen Richard Freytag und Horst Wünsche wurden in der 10. Runde des Formel-2-Rennens in der Karussell-Kurve vom von der Strecke kreiselnden Porsche von Richard Trenkel erfasst, der erst mit einem Lautsprecher-Mast kollidierte und dann die 3 Männer erfasste. Alle 3 starben noch an der Unfallstelle.
Nach einer Pause 1955–1956 wurden die Rennen in einer Verkürzung auf 5,074 km ab 1957 nicht mehr über die alten Aus- und Auffahrtarme der damaligen Anschlussstelle Lindenberg (deren nördlichen Teil mit Tankstelle es nicht mehr gibt) gefahren. Die Rennstrecke war mit einer Steilkurve bei der Einfahrt der Autobahn 11 versehen, die in den 1990er Jahren bei der verkehrstechnischen Neugestaltung des Abzweigs abgerissen wurde.

## Veranstaltungen
Am 4. Mai 1952 wurde das erste Rennen durchgeführt, nachdem die Sektion Motor-Rennsport Bernau bereits im Jahr zuvor eine erste Testfahrt veranstaltet hatte. Dort fanden internationale Auto- sowie Motorradrennen mit und ohne Beiwagen statt. Klassen waren u. a. Formel Junior (die spätere Formel 3) bei Rennwagen A, B und C bei Motorrädern sowie verschiedene Hubraumklassen der Beiwagenmotorräder (auch als Gespanne oder Dreiradfahrzeuge bezeichnet).

Auto- und Motorradrennen auf der Bernauer Schleife am 20. Mai 1962
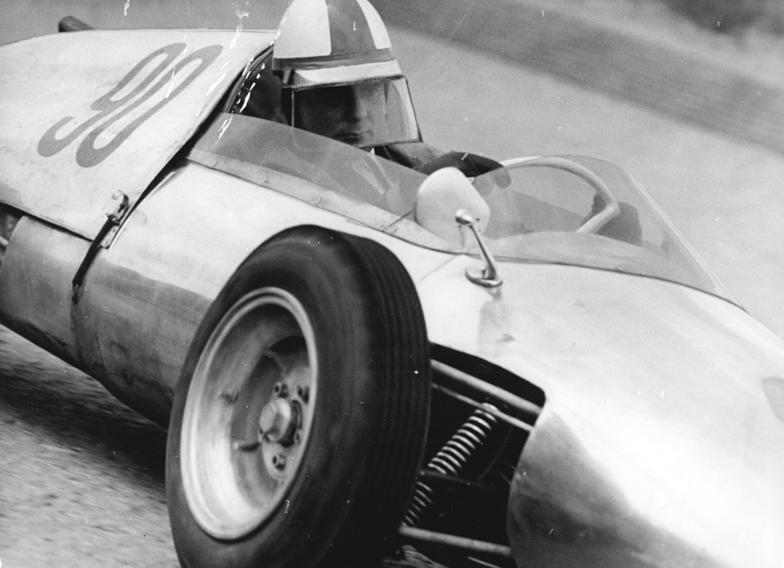
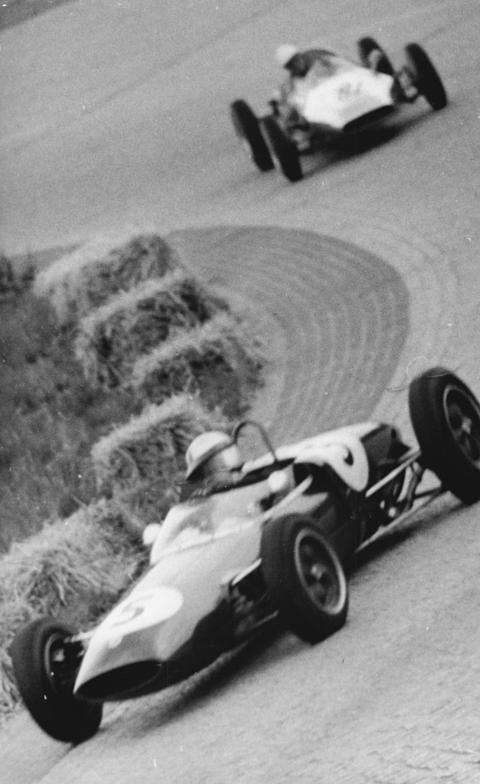
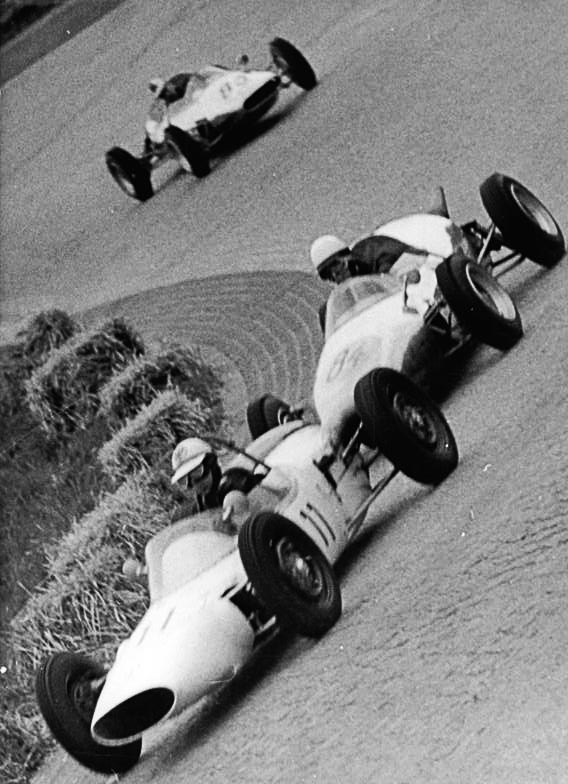